# Суюнчалин, Султан
Султан (Хансултан) Суюнчалиевич Суюнчалин (Сұлтан Сүйінішәлин) (1905—1941) — советский государственный деятель.
Родился в п. Иргиз Актюбинского уезда Тургайской области.
Окончил начальную школу.
- 1921—1923 гг. почтальон, сотрудник городской милиции г. Челкар, слушатель Актюбинской совпартшколы.
- 1923—1926 зав. отделом, секретарь Челкарского уездного комитета ЛКСМ;
- 1926—1927 секретарь Карсакпайского райкома ЛКСМ;
- 1928—1929 зав. распредотделом окружкома ЛКСМ, руководитель партшколы-передвижки, зам. зав. АПО(отдела агитации и пропаганды) Кустанайского окружкома ВКП(б);
- 1929—1932 слушатель Коммунистического университета им. Сталина, Ленинград;
- 1932—1933 зав. отделом культуры и пропаганды марксизма-ленинизма райкома ВКП(б) Прибалхашстроя;
- апрель-май 1933 зав. сектором пропаганды Алма-Атинского обкома Компартии Казахстана;
- 1933—1937 зав. отделом культуры и пропаганды, зам. секретаря, 2-й секретарь Риддерского горкома КПК;
- июль-декабрь 1937 зам. зав. промышленно-транспортным отделом ЦК КП Казахстана;
- 12.1937-22.06.1938 нарком просвещения КазССР.

Снят с должности 22 июня 1938 года, 8.08.1938 г. арестован. Особым совещанием при НКВД СССР 10 июня 1940 г. приговорен к 5 лет ИТЛ. Отбывал наказание в Сугурманской колонии НКВД СССР, где и умер в 1941 году.
Реабилитирован 7 сентября 1955 г.